# Trisepalum subplanum
Trisepalum subplanum är en tvåhjärtbladig växtart som beskrevs av Brian Laurence Burtt. Trisepalum subplanum ingår i släktet Trisepalum och familjen Gesneriaceae. Inga underarter finns listade i Catalogue of Life.